# محمد الشرقي
محمد عبد الله الشرقي هو لاعب كرة قدم سعودي يلعب حاليًا في نادي الكوكب.

## مسيرة اللاعب
لعب سابقاً في نادي الأنصار ونادي الحزم ونادي الخليج ونادي المجد ونادي الذهب ونادي النجمة ونادي العلا ونادي الكوكب.